# 木構造 (建築)
木構造（もくこうぞう）は、木造ともいい、建築の構造の一つで、構造耐力上主要な部分に木材を用いる構造である。また、近年は木質材料を用いる建築が増えたので、これを木質構造と呼ぶことがある。

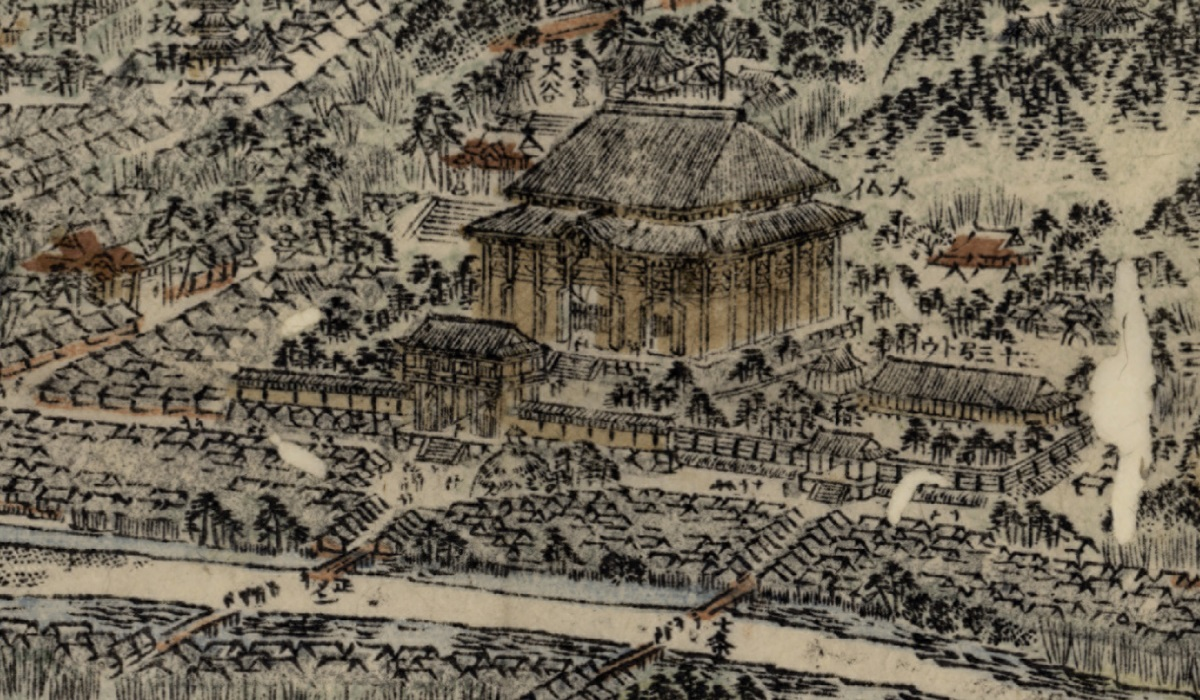
かつて京都に存在し、木造建築として日本最大規模を誇っていた方広寺大仏殿（京の大仏）。 寛政10年 (1798年) に落雷による火災のため焼失した。(「花洛一覧図」京都府立京都学・歴彩館デジタルアーカイブ 一部改変)

## 木構造の構造形式による分類

### 伝統的な構法

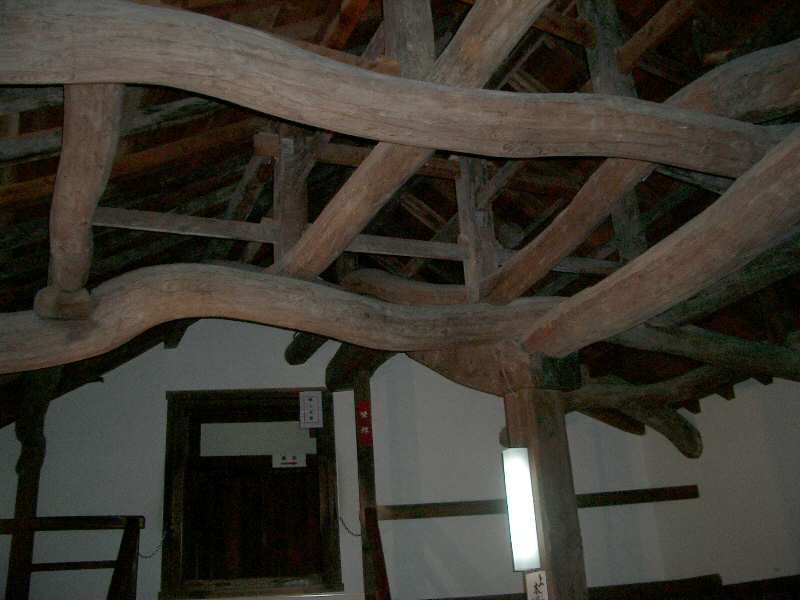
彦根城の梁と貫

- 太めの柱と梁、及び貫（ぬき）を用いて、互いの部材を貫通させる構造形式で、車知（しゃち）や込み栓（こみせん）を用いて固定する。（在来工法のような釘や補強金物に頼った固定法は用いない。）
- 外力や変形に対しては主に木材のめり込みによって抵抗する。そのため、大変形に対しても粘り強い構造であり、地震や台風の被害が多い日本の風土に適した工法である。
- 仕口の狂いや、仕上げのひずみに対する考慮や、耐久性に対する考慮が十分になされている[2]。
- 高価である。
- 主に古くからの寺社建築や大規模高級住宅に多い。

### 木造軸組構法
- 工法としては、木造軸組工法又は在来工法と呼ばれる。
- 柱と梁で支える構造形式であるが、柱や梁の幅は3.5寸(105mm)から4寸(120mm)と伝統工法より細めである。
- 外力や変形に対しては、主に筋交いなどの耐力壁によって抵抗する。
- 伝統工法とは異なり、部材同士の接合部は大変弱いので、ホールダウン金物や羽子板ボルトによる金物補強が不可欠である。
- 日本の木造住宅の多くはこの構法である。日本以外ではほとんど建築されない。

### 木造枠組壁構法
- 工法としては、枠組壁工法又は2×4（ツーバイフォー）工法と呼ばれる。
- 木材の枠組みに構造用合板を打ち付けた壁と床で支える構造形式である。
- 外力や変形に対しては、強固に結合された耐力壁と剛床によって、建物全体で受け止めるため、剛性・強度とも高く、大変形に対しても粘り強い構造である。
- 欧米（特に北米）では標準的な木造住宅の構法であるが、日本でも1974年頃から建築されるようになった。
- 欧米では5 - 6階建ての集合住宅にも見られるが、日本で認められているのは4階建てまでである。

### 丸太組構法

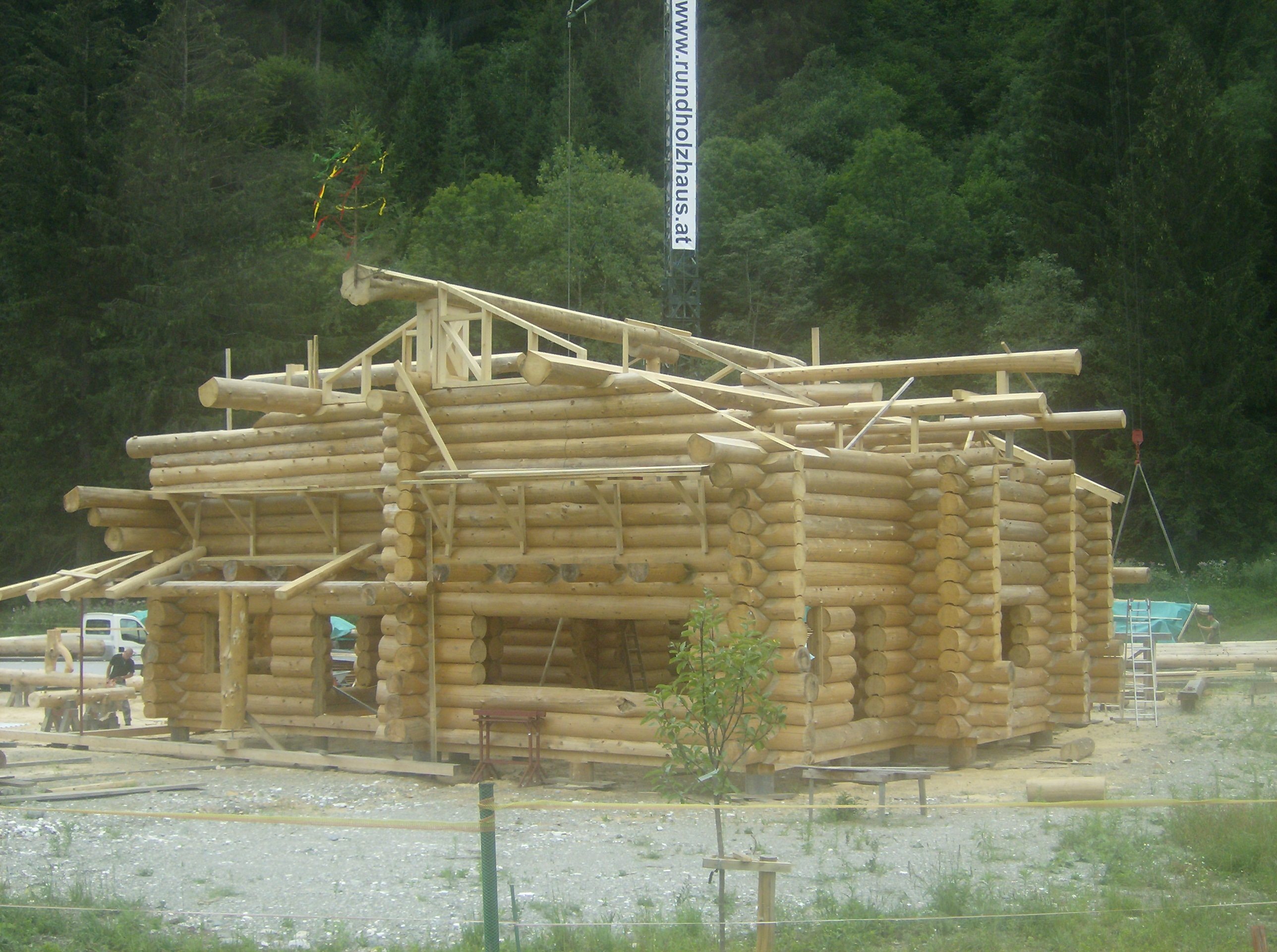
丸太組構法

- 丸太を横に積み上げて壁を作る構法であるが、屋根についてはこの限りでない。
- 外力や変形に対しては、丸太同士を緊結する縦方向の通しボルトや丸太同士のずれを防ぐダボによって抵抗する。
- 主に平屋の住宅で用いられる。

### 木質ラーメン構法
- 太い柱と梁を用い、モーメント抵抗接合によりそれらを剛に接合した構造形式であり、いわゆる木造のラーメン構造である。
- 木製の柱と梁を完全に剛に接合することは難しい（金物を用いたとしても金物が木材にめりこみやすい）。そのため、部材接点は、剛接合ではなく、半剛接合として扱わなければならない。
- 外力や変形に対しては、柱と梁のみで抵抗するため、耐力壁は基本的に必要ないが、部分的に耐力壁で強度を補うこともある。
- 住宅のみならず、事務所や公共施設などにも用いられる。

## 部材の性質
- 木材は、比強度（単位重量当たりの引張強度）が高い。すなわち、軽い割には高強度である。このことは、基礎が比較的簡素なもので済むことを意味する。
- 木材は、繊維方向の強度は高いが、繊維直角の方向の強度は低い。
- 木材は、粘り強さがなく、もろい破壊をおこす。そのため、粘り強さは、接合部（釘やボルトの変形、木材のめりこみなど）で確保しなければならない。

## 接合部の性質
- 木材同士の接合部は、せん断力が働く方向に効くように作る。引張り力が働く部材を接合する場合は、添え板などを使用してせん断接合に変換する。
- 木材同士の接合には、主に次の方法がある。
  - 釘接合：1本当たりの強度は低いが、大量に打ち込むことにより、簡単に剛性・強度の高い接合部を作ることができる。
  - ボルト接合：初期ガタがあり、小変形では効かないが、大変形時には非常に高い強度と粘りを発揮する。
  - 接着接合：部材同士が一体化し、初期剛性が高い。接着面積が大きいほど接合強度が高い。接着剤の品質により耐久性が異なる。
- それぞれの接合方法は、抵抗のメカニズムが異なるため、異なる接合方法を併用しても耐力を加算することはできない。

## 火災への対処
木構造は、構造耐力上主要な部分に可燃材料を使っているため、他構造に比べ火災が拡大しやすい性質をもつ。そのため、原則として、規模・用途・地域によっては、外壁・屋根・軒裏などは不燃材料で仕上げなければならない。また、以下のような防火措置を講じる。
防火性能を組み合わせることで、基準の厳しいガソリンスタンドの事務棟や屋根を建設した例も見られる。
- 木部を石膏ボードなどの防火性能の高い材料で覆い、木部が直接火炎にさらされるのを防ぐ。
- 部屋ごとに室内壁・天井を石膏ボードなど防火性能の高い材料で覆い、隣室や上下階への拡大を遅らせる。また、内装は極力不燃材料で仕上げる。
- 主要構造部に木材を現しで使用する場合であっても、燃焼すると表面に炭化層を形成するため、内部まで燃え進むのには時間がかかる。そのため、燃えしろを除いた部分だけでも構造が持つように構造計算を行い、太い断面の木材を使う手法がある。（燃えしろ設計）

|           | 燃えしろ |
| --------- | -------- |
| 30分耐火  | 25mm     |
| 45分耐火  | 35mm     |
| 1時間耐火 | 45mm     |

- 壁内中空部および壁と天井などの取り合い部には、ファイヤーストップ材を設ける。
- 地震時に防火材料が脱落するのを防ぐため、各階の剛性を高くする（層間変形角1/150以下）。

その他、火災保険や地震保険において、耐火性の低い(耐火建築物・準耐火建築物・省令準耐火構造建物でない)木造住宅は保険料が高額となる傾向がある。

### 木造住宅密集地域
大都市圏で古い木造住宅が密集し、大規模地震時などに火災や倒壊で深刻な被害が予想される地域を、地方自治体は「木造住宅密集地域（木密）」と呼んでいる（国土交通省の表現は「地震時等に著しく危険な密集市街地」）。東京都や都内特別区が首都直下地震に備えて「不燃化特区」で建て替えを促すなど、各自治体と国が解消を目指した対策を進めている。

## シロアリ・腐朽への対処
木構造は、構造耐力上主要な部分にシロアリ、腐朽に弱い材料を使っているため、他構造に比べ耐久性が低くなりがちである。そのため、原則として地面から1m以内の木部には防腐・防蟻の措置をしなければならない。また、以下のような対策を講じる。
- 建物下部の地面を全面的に鉄筋コンクリートで覆い、地面からの湿気やシロアリの進入を防ぐ。べた基礎の採用が望ましいが、布基礎の場合でも防湿・防蟻のための鉄筋コンクリートを敷く。
- 構造耐力上主要な部分の木材は、乾燥したものを用いる（含水率25％以下が望ましい）。
- 構造耐力上主要な部分の木材は、辺材より心材の方が望ましい。
- 構造耐力上主要な部分の木材の樹種は、使用箇所に応じて、耐腐朽性・耐蟻性の大きいものを採用する。

|        |    | 耐腐朽性                   | 耐腐朽性                   | 耐腐朽性                     |
| 大     | 中 | 小                         |                            |                              |
| ------ | -- | -------------------------- | -------------------------- | ---------------------------- |
| 耐蟻性 | 大 | ひば・こうやまき・べいひば |                            |                              |
| 耐蟻性 | 中 | ひのき・けやき・べいひ     | すぎ・からまつ             |                              |
| 耐蟻性 | 小 | くり・べいすぎ             | べいまつ・ダフリカからまつ | あかまつ・くろまつ・べいつが |

- 屋根の形状は単純なものとし、ひさしの出はできるだけ大きくすることが望ましい。
- 外壁の室内側には防湿層を正しく施工し、壁内に室内で発生した湿気が入り込むのを防ぐ（外壁のすべてが通気性のある材料で構成されている場合は除く）。
- 室内で発生した湿気は、窓や換気設備などを用いて、積極的に屋外に排出する。

## 木構造の環境への負荷
木構造は、他構造に比べ環境への負荷が少ない構造形式である。
- 使用する木材は、太陽光などの自然エネルギーによって生育するものであり、製造に伴う二酸化炭素排出量が少ない。
- 材料の比重が軽量であるため、材料の運搬に伴う二酸化炭素排出量が少ない。
- 材料加工・組み立てが容易であるため、建築作業に伴う二酸化炭素排出量が少ない。
- 建築物の存在期間中、木材中の炭素を建築物に固着させておく効果がある。

## 日本における木構造建設の動き
2010年、公共建築物等における木材の利用の促進に関する法律が成立。国が関与する公共建築物において木材利用を積極的に取り組むとともに、地方公共団体や民間事業者にも木材利用の取組を促がすこととなった。2018年度に国が整備した低層公共建築の木造化率は、78.6%（98棟うち78棟）に達している。
2021年、公共建築物等における木材の利用の促進に関する法律が、脱炭素社会の実現に資する等のための建築物等における木材の利用の促進に関する法律として改正された。目的の見直しや、対象となる建築物を公共建築物から民間を含む建築物一般へ拡大するなどが行われた。
2024年（令和6年）、三井不動産は東京都日本橋に国内最大、最高層の木造ビル建設に着手した。地上18階建て、高さ84メートル、延べ床面積は28,000平方メートル。一般的な鉄骨造りのオフィスビルと比較して躯体部分で二酸化炭素の排出量を約30%削減できるとしている。